# Angel Studios, Inc.
Angel Studios, Inc. é uma empresa de mídia americana e estúdio de distribuição de filmes com sede em Provo, Utah. Ela opera o serviço de vídeo sob demanda over-the-top Angel Studios. O serviço de streaming está disponível em todo o mundo e pode ser acessado por meio de navegadores da web ou por meio de aplicativos instalados em smartphones, tablets e smart TVs.
O estúdio usa crowdfunding de capital para financiar suas produções originais, oferecendo a investidores individuais a oportunidade de comprar ações da empresa e seus títulos. O conteúdo produzido pela Angel Studios é distribuído gratuitamente em seu próprio serviço de streaming. Alguns títulos também estão disponíveis em outros serviços de streaming de terceiros como acordos de distribuição.
Títulos notáveis que a Angel Studios produziu por meio de crowdfunding incluem The Chosen, Dry Bar Comedy, The Wingfeather Saga e Tuttle Twins. The Chosen arrecadou $ 10,3 milhões para sua produção e foi o maior projeto de entretenimento crowdfunded da história até março de 2023, quando foi superado por David, que arrecadou $ 49,7 milhões em investimento crowdfunded através do Angel Studios.
Angel Studios surgiu como resultado de uma reorganização de falência da VidAngel após um processo de quatro anos por grandes estúdios de entretenimento. Um ano após a falência, em maio de 2022, a Angel Studios informa que tem $ 123 milhões em receita e que 50.000 pessoas investiram mais de $ 100 milhões para produzir novo conteúdo original em sua plataforma.

## Contente

### Lista de longas-metragens originais da Angel Studios
| Qualificação                            | Gênero                        | Estreia                | Estado              | Orçamento      | Faturamento    |
| --------------------------------------- | ----------------------------- | ---------------------- | ------------------- | -------------- | -------------- |
| Testament: The Parables Retold          | Drama                         | 6 de outubro de 2022   |                     |                |                |
| His Only Son                            | drama bíblico                 | 31 de março de 2023    | lançado nos cinemas | $ 250.000      | $ 12,3 milhões |
| Sound of Freedom                        | suspense dramático            | 4 de julho de 2023     | lançado nos cinemas | $ 14,5 milhões | $ 270 milhões  |
| After Death                             | documentário                  | 27 de outubro de 2023  | lançado nos cinemas | $1.2 milhões   | $11.8 milhões  |
| The Shift                               | suspense de ficção científica | Dezembro de 2023       | lançado nos cinemas | $6.4 milhões   | $12.2 milhões  |
| Cabrini                                 | drama biográfico              | 8 de março de 2024     | lançado nos cinemas | $50 milhões    | $20.5 milhões  |
| Sight                                   | drama biográfico              | 24 de maio de 2024     | lançado nos cinemas | $8.5 milhões   | $7.2 milhões   |
| Sound of Hope: The Story of Possum Trot | drama                         | 4 de julho de 2024     | lançado nos cinemas | $8.5 milhões   | $11.7 milhões  |
| Bonhoeffer                              | drama histórico               | 22 de novembro de 2024 | lançado nos cinemas | $25 milhões    | $12.2 milhões  |
| Homestead                               | drama de ficção científica    | 20 de dezembro de 2024 | lançado nos cinemas | $5 milhões     | $20.8 milhões  |
| Brave the Dark                          | drama                         | 24 de janeiro de 2025  | lançado nos cinemas | $200,000       | $4.5 milhões   |
| Rule Breakers                           | drama                         | 7 de março de 2025     | lançado nos cinemas | $8 milhões     | $3 milhões     |
| The King of Kings                       | aventura animada              | 11 de abril de 2025    | lançado nos cinemas | $25.2 milhões  | $66 milhões    |
| David                                   | aventura animada              | 2025                   |                     |                |                |
| The Telegram                            | thriller de ficção científica | A confirmar            |                     |                |                |
| Jacob                                   | Bíblico                       | A confirmar            |                     |                |                |